# 拉拉·沙欣帕夏
拉拉·沙欣帕夏（土耳其語：Lala Şahin Paşa，1330年1388年之后—），奥斯曼土耳其将领，首任鲁米利亚贝勒贝伊。
沙欣本是苏丹穆拉德一世的老师（拉拉），在穆拉德继位后被派遣率军西征色雷斯。